# الداية (مسلسل سوري)
الداية مسلسل سوري إنتاج 2003 من تأليف فؤاد شربجي وإخراج بسام سعد.
يرصد المسلسل فترة زمنية من حياة المجتمع السوري أثناء الاحتلال الفرنسي وفي أوائل الحرب العالمية الثانية.ينتمي إلى مسلسلات التراث الشامي.

## أبطال العمل
- نادين
- أسعد فضه
- رفيق سبيعي
- صباح جزائري
- وائل رمضان
- سلافة معمار
- زهير عبد الكريم
- هاني الروماني
- عابد فهد
- فراس إبراهيم